# サン・ロレンツォ・イン・バナーレ
サン・ロレンツォ・イン・バナーレ（イタリア語: San Lorenzo in Banale）は、イタリア共和国トレンティーノ＝アルト・アディジェ州トレント自治県サン・ロレンツォ・ドルシーノにある分離集落（フラツィオーネ）。
かつては独立の自治体（コムーネ）であったが、2015年1月1日に近隣のドルシーノと合併し、新自治体の一部となった。

## 地理

### 位置・広がり

#### 隣接コムーネ
隣接するコムーネは以下の通り。
- ラーゴリ
- モルヴェーノ
- アンダロ
- ヴェッツァーノ
- ステーニコ
- ドルシーノ
- カラヴィーノ
- ロマーゾ
- ブレッジョ・インフェリオーレ

## 文化・観光
「イタリアの最も美しい村」加盟コムーネであった。合併後は、サン・ロレンツォ・ドルシーノがメンバーシップを受け継いでいる。